# Glycaspis keremae
Glycaspis keremae är en insektsart som beskrevs av Moore 1983. Glycaspis keremae ingår i släktet Glycaspis och familjen rundbladloppor. Inga underarter finns listade i Catalogue of Life.